# Dennis Hwang
Pour les articles homonymes, voir Hwang.
Dennis Hwang (Hwang Jung-moak) est un webmaster et graphiste, actuellement directeur artistique chez Niantic. Il a précédemment travaillé chez Google et est surtout connu pour être le créateur des Google Doodles, logos Google célébrant divers évènements internationaux ou nationaux. 

## Biographie
Il est né à Knoxville dans le Tennessee, entre 5 et 17 ans il vécut en Corée, puis retourna aux États-Unis.
Le premier logo à avoir été entièrement réalisé par Dennis Hwang fut réalisé en l'honneur de la prise de la Bastille le 14 juillet 2000.
Il est actuellement[Quand ?] directeur artistique chez Niantic, entreprise de développement d'applications pour mobiles utilisant la géolocalisation. Il a notamment travaillé sur le jeu Pokémon Go.